# HD 53205
HD 53205，又名BD+01 1665，SAO 114867、HR 2654，是一颗恒星，视星等为6.57，位于銀經213.08，銀緯3.55，其B1900.0坐标为赤經6h 59m 9.3s，赤緯+1° 3.55′ 13″。